# Frieso Moolenaar
Frieso Moolenaar (Groningen, 20 juni 1881 – aldaar, 23 januari 1965) was een Nederlands musicus.
Hij was zoon van bouwmeester Laurens Marius Moolenaar en Maaike Haanstra. Hijzelf was getrouwd met Margaretha Struve en M. Kruizinga. Hij werd begraven op Esserveld.
Hij kreeg zijn muziekopleiding aan het Conservatorium van Amsterdam bij Daniël de Lange, Bernard Zweers en Jean-Baptiste de Pauw. Hij werd vervolgens muziekleraar aan de muziekschool te Groningen, organist aan de Doopsgezinde Kerk en muziekcriticus bij de Provinciale Groningse Courant.
Als componist schreef hij muziek voor kinderen (zoals Vacantie-kinderfesst), kamermuziek waaronder pianokwartet en strijkkwartet, Wals-Tamalone, Capricietto, ouvertures en een symfonie getiteld Jeugd. Daarnaast schreef hij allerlei werken voor zangstem, koor, piano, orgel en klein orkest. Voor liedteksten wendde hij zich soms tot zijn broer David (zie onder); samen waren zij verantwoordelijk voor Houdt Nederland Vrij, geschreven voor het Nederlandse Rode Kruis ten tijde van de Eerste Wereldoorlog.
Als pedagoog gaf hij drie werken uit voor de muziekleer: Pianoschool, Harmoniumschool (meerdere delen) en Handleiding voor de beoefening der harmonie- en melodieleer.

## Familie Moolenaar
- Zus Femke Moolenaar (1882-1973) was getrouwd met Derk Rumpff, beiden speelden een belangrijke rol in de ontwikkeling binnen de Hervormde Kerk in Zuid-Afrika met name voor de allerarmsten. Zo stichtte ze een meisjeshuis.[1]
- Broer David Moolenaar (1884 –1975) was dichter en met Herman Poort oprichter van het kortlopende tijdschrift Poëzie. Zij zoon Hans Moolenaar zat tijdens de Tweede Wereldoorlog in het verzet.[2]
- Broer Samuel Wijbrandus (1889-1982) was politiecommissaris in Groningen, pleegde eveneens een verzetsdaad.

- Gemeinsame Normdatei: 1248087720
- International Standard Name Identifier: 0000 0000 4543 3951
- Library of Congress Control Number: no2008018974
- Nederlandse Thesaurus van Auteursnamen: 095470581
- Virtual International Authority File: 12108010